# Soumont-Saint-Quentin
Soumont-Saint-Quentin ist eine französische Gemeinde mit 635 Einwohnern (Stand: 1. Januar 2022) im Département Calvados in der Normandie. Sie gehört zum Arrondissement Caen und zum Kanton Falaise. Die Einwohner werden Soumontais genannt.

## Geografie
Soumont-Saint-Quentin liegt etwa 24 Kilometer südsüdöstlich von Caen. Umgeben wird Soumont-Saint-Quentin von den Nachbargemeinden Estrées-la-Campagne im Nordwesten und Norden, Ouilly-le-Tesson im Norden und Nordosten, Olendon im Osten, Bons-Tassilly im Südosten und Süden, Pontigny im Süden, Fontaine-le-Pin im Südwesten und Westen sowie Saint-Germain-le-Vasson im Westen und Nordwesten.

## Geschichte
1833 wurde ein Teil der Gemeinde (Saint-Quentin-de-la-Roche) an die damalige Kommune Tassilly zu Saint-Quentin-Tassily zusammengeschlossen. Der Teil wurde jedoch 1854 an Soumont angeschlossen, sodass die Gemeinde mit dem heutigen Namen entstand.

## Bevölkerungsentwicklung
| Jahr                       | 1962 | 1968 | 1975 | 1982 | 1990 | 1999 | 2006 | 2019 |
| Einwohner                  | 485  | 593  | 579  | 561  | 530  | 480  | 548  | 562  |
| Quellen: Cassini und INSEE |      |      |      |      |      |      |      |      |

## Sehenswürdigkeiten
- Menhire von Longrais, Monument historique seit 1978
- Kirche Saint-Quentin aus dem 12./13. Jahrhundert, Monument historique seit 1910
- Kirche von Aizy aus dem 13. Jahrhundert, Monument historique seit 1911
- Kapelle von Saint-Quentin-de-la-Roche aus dem 13. Jahrhundert, Monument historique seit 1927

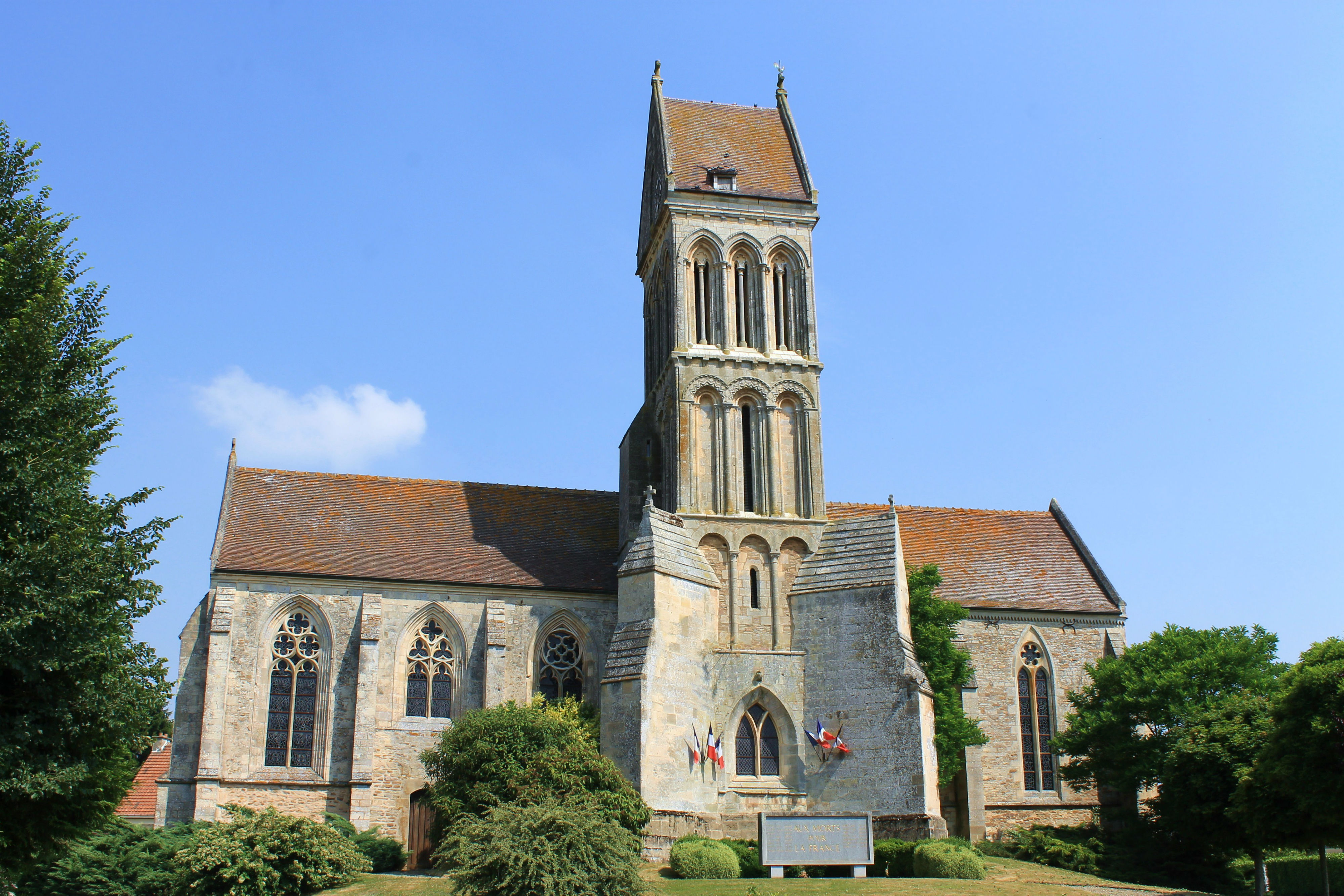
Kirche Saint-Quentin
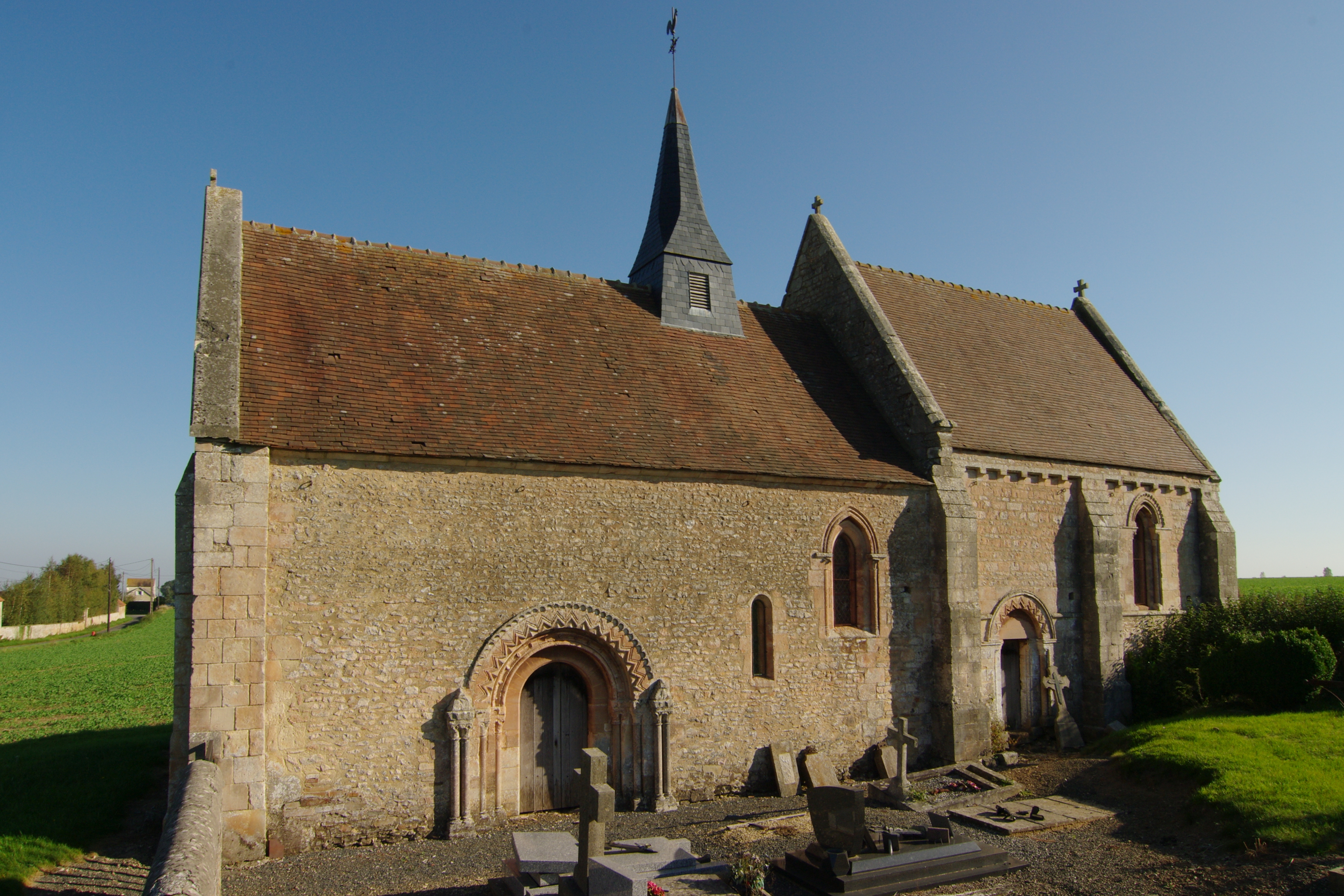
Kirche von Aizy
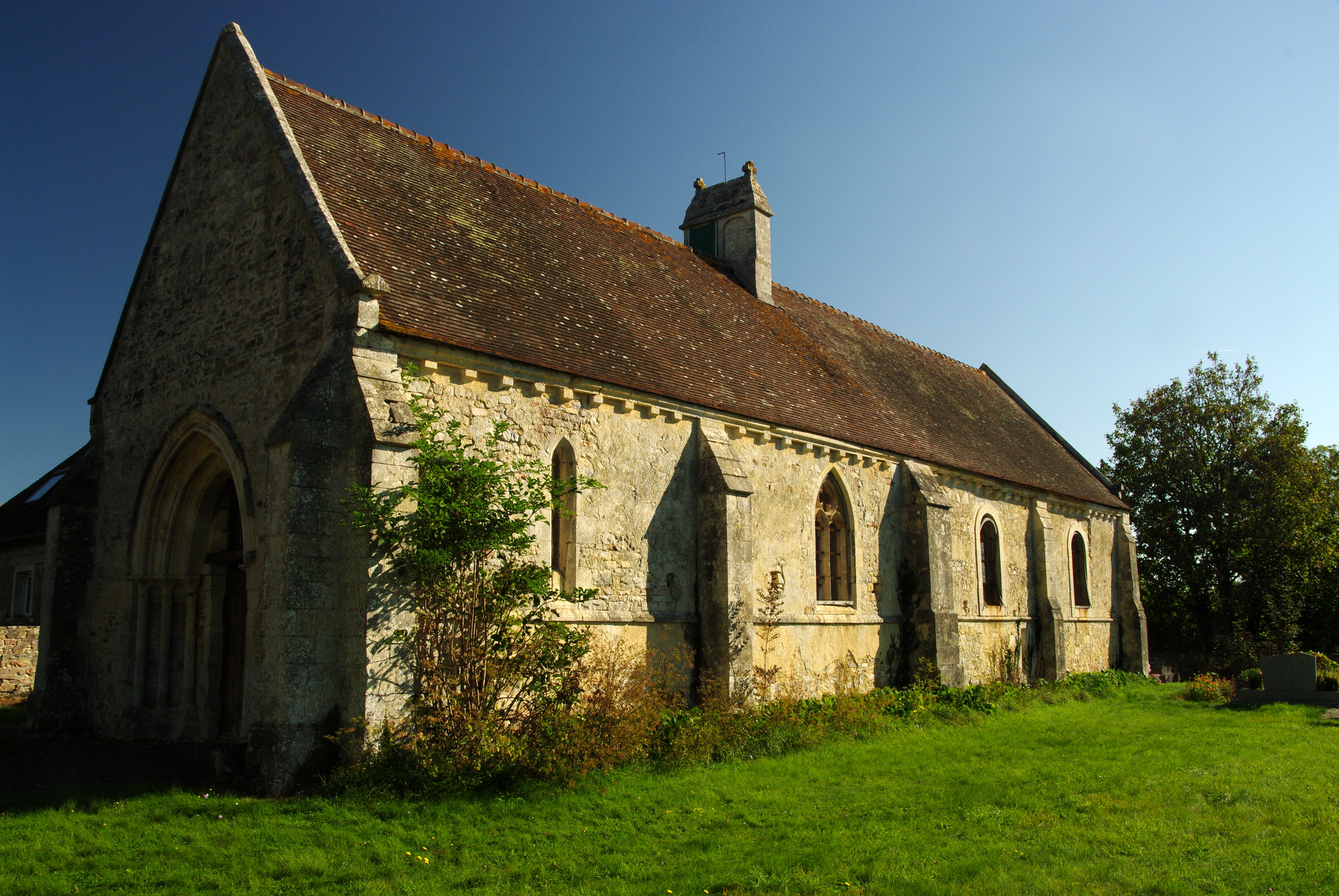
Kapelle von Saint-Quentin-de-la-Roche
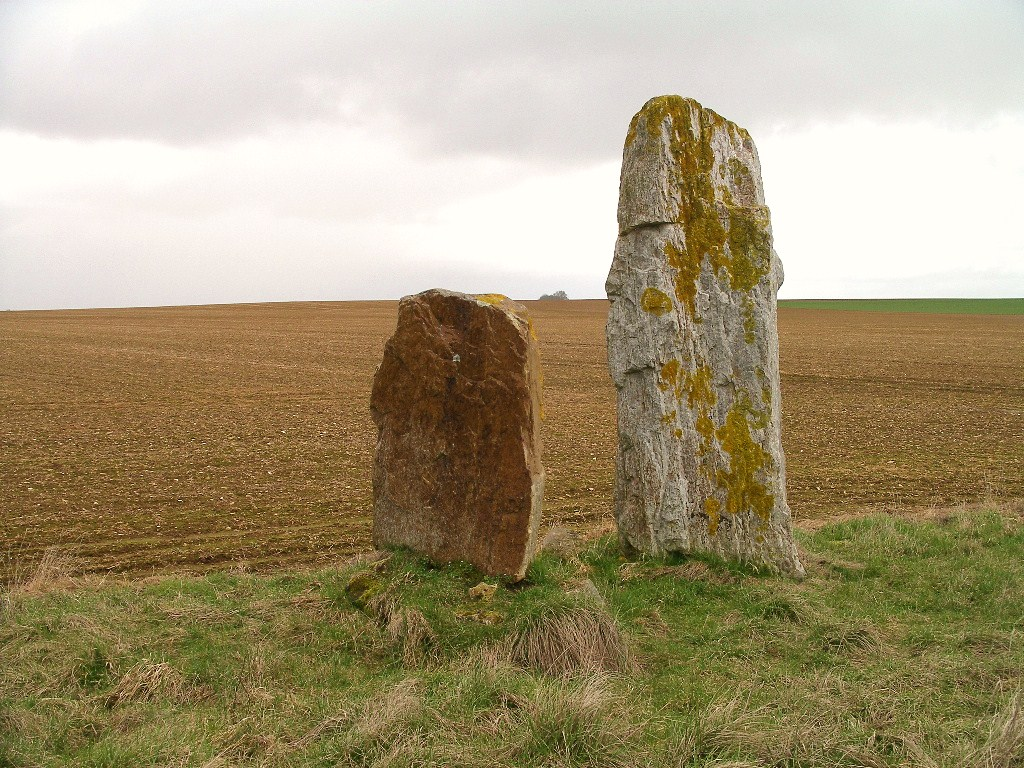
Menhire von Les Longrais